# برکه گرگ (فیلم)
برکهٔ گرگ (به انگلیسی: Wolf Creek) فیلمی در ژانر ترسناک و اسلشر به کارگردانی گرگ مک‌لین است که در سال ۲۰۰۵ منتشر شد. برکهٔ گرگ اولین فیلم مک‌لین است.
نسخهٔ شمارهٔ دو در سال ۲۰۱۶ انتشار یافت.

## داستان فیلم
در سال ۱۹۹۹، دو گردشگر بریتانیایی به نام‌های لیز هانتر و کریستی ارل به همراه دوست استرالیایی خود به نام بن میچل مبادرت به سفر به صورت کوله‌پشت‌گردی در میان کشور استرالیا می‌کنند. بن جهت سفر از شهر بروم به شهر کنز در ایالت کوئینزلند مبادرت به خرید یک خودرو فرسوده می‌کند‌.
آنها در میانه سفر جهت مشاهده مکان احتمالی برخورد شهاب‌سنگ بزرگ در پارک ملی ولف کریک توقف می‌کنند. چند ساعت بعد هنگامی که قصد ادامه مسیر دارند، متوجه می‌شوند ساعت آنها از کار افتاده است ضمن اینکه ماشین هم روشن نمی‌شود. بعد از اینکه هوا تاریک می‌شود فردی به نام میک تیلور با ماشین خود به پیش آنها می‌آید و پیشنهاد می‌کند ماشین آنها را بکسل کرده و برای تعمیر به کمپ خودش ببرد. آنها بعد از طی چند ساعت که به سمت جنوب ولف کریک حرکت می‌کنند به سایت معدن متروکه‌ای می‌رسند. میک ماجراهایی از گذشته خود را برای آنها بازگو می‌کند و بعد به سمت ماشین آنها رفته و نشان می‌دهد که در حال تعمیر ماشین است. در همین حال آن سه نفر از آبی می‌نوشند که باعث می‌شود بیهوش شوند.
لیز درون یک آلونک در حالی که دهان و دست و پای او بسته شده به هوش می‌آید. او خود را از بند رها کرده و وقتی از آلونک خارج می‌شود صدای کریستی را می‌شنود که در گاراژی توسط میک در حال شکنجه شدن است. لیز ماشین را که قطعات از هم جدا شده آتش میزند تا حواس میک را از شکنجه کردن کریستی پرت کند، و سپس برای یاری رساندن به کریستی به سوی او می رود. وقتی میک بازمی گردد، لیز با تفنگی که از محل شکنجه گاه بدست آورده است به گردن میک شلیک می کند. لیز و کریستی تلاش می کنند با ماشین بارکش میک فرار کنند. میک تلوتلوخوران از گاراژ بیرون می آید و به سمت آنها شلیک کرده و به تعقیب آنها مبادرت می پردازد. زنها با ماشین در لبه یک پرتگاه توقف کرده و ماشین را به داخل پرتگاه هل می دهند و خود در جایی مخفی می شوند وقتی میک به آنجا می رسد به داخل پرتگاه می رود تا مطمئن شود آن دو کشته شده اند. لیز و کریستی به سمت سایت معدن باز می گردند تا ماشین دیگری را برداشته و بگریزند.لیز، کریستی را که بسیار پریشان است در بیرون سایت معدن گذاشته و به او می گوید اگر تا پنج دقیقه دیگر برنگشت او پای پیاده از آنجا فرار کند.
لیز وارد گاراژ دیگری در محل اسکان میک می‌شود و تعدادی ماشین را درون گاراژ می‌یابد و در ادامه جستجوی خود متوجه اموال مسافران غریبه از قبیل دوربین فیلمبرداری آنها می‌شود. او یکی از دوربین‌ها را برداشته و مبادرت به تماشای فیلم ضبط شده می‌کند و با مشاهده فیلم که در آن منطقه خالی از سکنه، میک در حال پیشنهاد کمک به مسافران است وحشت‌زده می‌شود‌. او دوربین فیلمبرداری خودشان را که در همانجا است برداشته و با مشاهده فیلم درون آن متوجه حضور ماشین میک در استراحت‌گاهی که آنها بین راه، دقایقی در آن توقف کرده بودند می‌شود و در می‌یابد که میک از مدتی قبل به دنبال آنها بوده است. لیز به قصد فرار سوار یکی از ماشین‌های درون گاراژ می‌شود ولی در ابن هنگام میک در صندلی عقب ظاهر شده و او را با چاقوی شکار زخمی می‌کند‌. لیز به بیرون می‌خزد ولی میک با چاقوی شکار انگشتان او را قطع کرده و با ضربات چاقو او را از پای در می‌آورد‌.
کریستی که بسیار درمانده شده است در ساعت ابتدایی صبح خود را به یک بزرگراه می‌رساند، یک راننده که در حال رانندگی است متوجه حضور او می‌شود. او سعی می‌کند به کریستی کمک کند ولی میک با یک تفنگ شکاری او را هدف قرار داده و به قتل می‌رساند. کریستی سوار ماشین شده و فرار می‌کند، میک با ماشین خود به تعقیب او می‌پردازد. کریستی کاری می‌کند تا ماشین میک به کنار جاده منحرف شود ولی میک با تفنگ شکاری لاستیک ماشین کریستی را هدف قرار داده و باعث واژگونی ماشین می شود. میک کریستی را به قتل رسانده و سپس جسد راننده و کریستی را در ماشین گذاشته و آن را به آتش می‌کشد.
بن که در تونل معدن به صورت صلیب میخکوب شده است هوشیاری خود را بدست می آورد. او با مشقت زیاد خود را از بند رها کرده و در ابتدای روشنایی صبح وارد محوطه کمپ معدن می شود. او به میان بیابان می گریزد ولی به علت کم آبی بدن در کنار یک جاده خاکی از هوش می رود. یک زوج سوئدی متوجه وخامت حال او شده، او را به شهرک کالباری منتقل می کنند و از آنجا توسط هواپیما به بیمارستان انتقال می یابد.
در پایان فیلم، مطالبی بر صفحه نمایش درج می گردد مبنی بر اینکه علیرغم تحقیقات پلیس هیچ نشانه ای از لیز و کریستی بدست نمی آید.